# 李克敏
李克敏（？—？），號湛寰，河南汝寧府西平縣人，明朝政治人物。

## 生平
萬曆十六年（1588年）戊子科河南鄉試舉人。萬曆二十年（1592年），登壬辰科第三甲第一百六十二名進士，工部觀政，二十一年授真定府推官，二十六年丁憂。二十七年補西安府推官，三十二年升南户部主事，三十六年管江北四倉，本年升郎中，升庐州知府。萬曆四十年（1612年）十月由庐州府知府升江西按察司副使，四十三年七月升江西參政，四十四年致仕。

## 家族
曾祖李紹，典史；祖父李琇，增廣生；父李時正，臨縣訓導。